# ZELDA (ゲーム&ウオッチ)

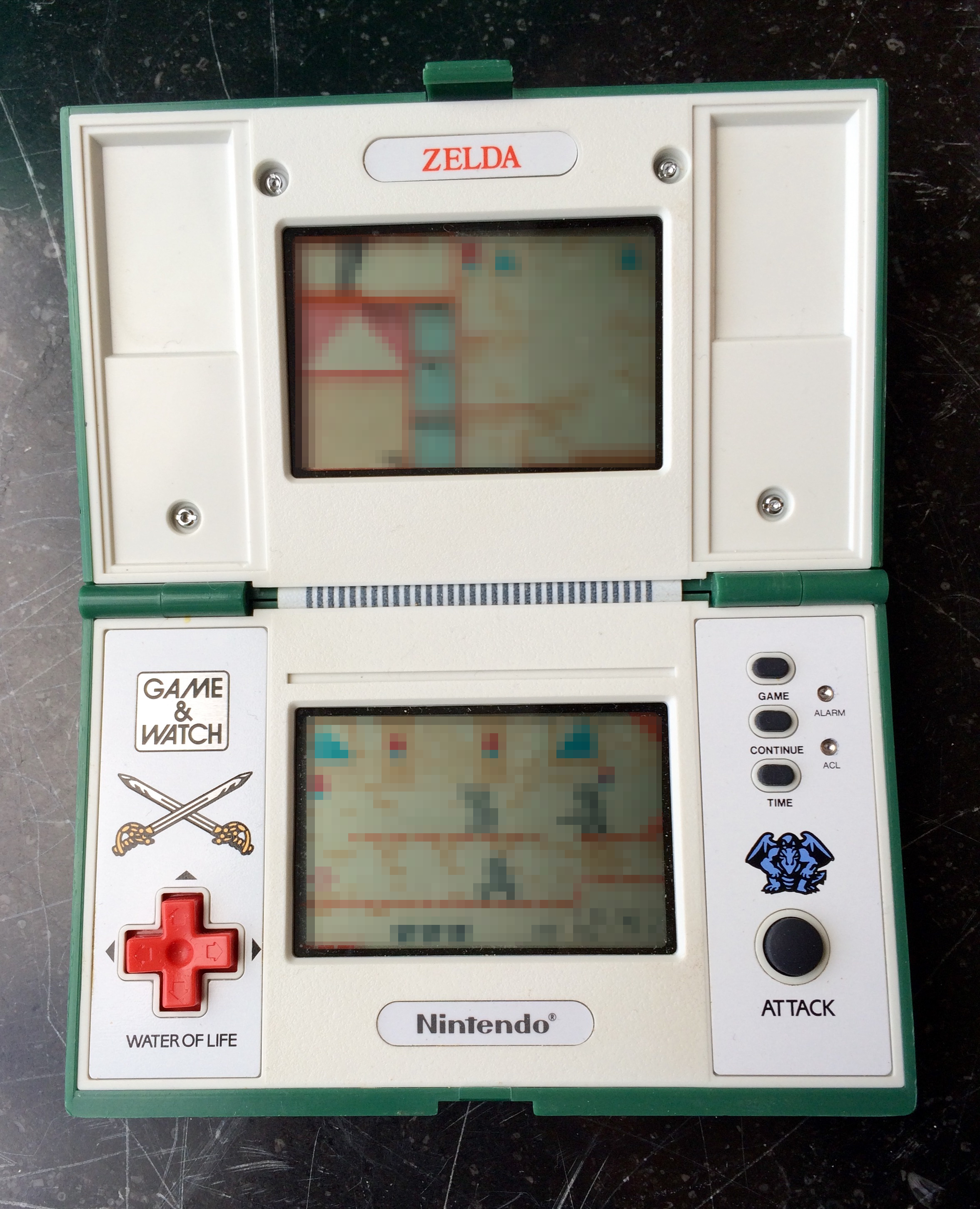
ゲーム&ウオッチ『ZELDA』

『ZELDA』（ゼルダ）は、任天堂が製造販売していた携帯型液晶ゲーム機「ゲーム&ウオッチ」シリーズの一つ。1989年8月に日本国外で発売された。日本では未発売。

## 概要
任天堂が展開しているゼルダの伝説シリーズを題材とした機種で、シリーズ1作目『ゼルダの伝説』、2作目『リンクの冒険』に続き発売された。シリーズ初となる携帯型ゲーム機向けの作品である。
物語は、世界征服をもくろむ8体のドラゴンにさらわれたゼルダ姫を救うため主人公のリンクがダンジョンを冒険するという筋立てになっている。前2作は世界観が共通しているが本作は過去作との繋がりが明示されておらず、2017年発売のシリーズ設定資料集『ゼルダの伝説 ハイラル百科』（徳間書店 ISBN 978-4198643782）ではシリーズの本筋と異なる派生作品として紹介されている。
本体の種類は2画面が上下に繋がった「マルチスクリーン」シリーズで、ゲームの進行に応じて上下画面のいずれかを操作画面として用いる。なお、本作はマルチスクリーンシリーズの中で最後のタイトルとなった。
1998年には、欧米で販売されているキーホルダー型の携帯型ゲーム機「Nintendo Mini Classics」シリーズの一種として、本作を移植した機種が発売された。また、2002年発売の欧米向けゲームボーイアドバンス用ソフト『Game & Watch Gallery 4』（北米タイトル。欧州では『Game & Watch Gallery Advance』）の隠し要素として本作の移植版が収録されている。このソフトは当初、日本でも『ゲームボーイギャラリー4』のタイトルで発売予定とされていたが、当時は結局発売に至らなかった。その後2015年にWii U向けのバーチャルコンソールソフトとして各国でダウンロード販売開始、日本でも2016年3月16日に販売された。Wii Uの日本語版では「ゼルダ」の題で収録されている。

## システム
本作には8つのダンジョンがあり、それぞれ複数のフロアが網の目状に配置されている。各フロアのボス敵「ゴブリン」を倒すことで次のフロアに進み、最奥のフロアにいるボス敵「ドラゴン」を倒せばダンジョンのクリアとなる。ゴブリン撃破後に示されるルートは2つに分岐していることがあり、選び方によってドラゴンのフロアに到達するまでのフロア数が変化する。
リンクを操作する画面は基本的に下画面だが、ドラゴン戦の時のみ上画面で操作する。上画面には、所持アイテムやマップの情報も表示される。
リンクの基本操作として、本体十字ボタンによる左右方向の移動と、攻撃ボタンによる右方向への攻撃を行う。また、リンクは敵からの攻撃を防ぐ盾を装備しており、通常時は前方（右側）を、攻撃時は後方（左側）を防御する。敵を攻撃すると画面右下に表示されている敵のライフの数値が減少し、0になれば撃破となる。撃破後はスコアが加算されるほか、後述のアイテムが手に入ることがある。
リンクのライフは初期状態では3つで、最大5つまで増える。5つの状態では前方にビームを発射する遠距離攻撃を行うことができる。一方で、敵の攻撃を受けてライフが尽きるとゲームオーバーとなる。この時に本体のコンティニューボタンを押すことで同じフロアからゲームを再開できるが、スコアは0にリセットされる。
最後のドラゴンを撃破してゼルダ姫を救出すればゲームクリアとなり、続けて2周目が開始される。2周目では敵の動きがわずかに速くなる。スコアは1周目のものがそのまま持ち越される。

## アイテム
Tomahawk
斧型の武器。ドラゴン戦で自動的に装備し、通常の3倍の威力で攻撃する。ドラゴン撃破後に消滅し、次のダンジョンへの持ち越しはできない。
Map
現在のダンジョンの全フロア構成が上画面に表示される。
Water of Life
ライフが5つ分まで回復する。ライフが尽きた時に自動で使用されるほか、任意のタイミングでも使用できる。
Heart
取得したその場でライフが1つ分回復する。

## 登場キャラクター
以下の名称や設定は、説明書や『ゼルダの伝説 ハイラル百科』の記述による。
リンク (Link)
主人公。さらわれたゼルダ姫を助けるために冒険する。
ゼルダ姫 (Princess Zelda)
リンクの恋人。ドラゴンにさらわれダンジョンの奥で幽閉されている。
ゴブリン (Goblin)
各フロアを守るボス敵。槍を用いた刺突や投擲の攻撃を行う。
ドラゴン (Dragon)
ダンジョン最奥のフロアで登場するボス敵。口から吐く炎や胴体の尻尾で攻撃する。
スタルフォス (Stalfos)
リンクのいる上段へ向けて下段から剣で攻撃する敵。フロア内に最大4体まで登場する。倒すことはできない。
ゴースト (Ghosts)
リンクの背後から弾を発射して攻撃する敵。倒すことはできない。